# Reidsville (North Carolina)
Reidsville is een plaats (city) in de Amerikaanse staat North Carolina, en valt bestuurlijk gezien onder Rockingham County.

## Demografie
Bij de volkstelling in 2000 werd het aantal inwoners vastgesteld op 14.485.
In 2006 is het aantal inwoners door het United States Census Bureau geschat op 14.859, een stijging van 374 (2,6%).

## Geografie
Volgens het United States Census Bureau beslaat de plaats een oppervlakte van
38,5 km², waarvan 34,6 km² land en 3,9 km² water. Reidsville ligt op ongeveer 253 m boven zeeniveau.

## Plaatsen in de nabije omgeving
De onderstaande figuur toont nabijgelegen plaatsen in een straal van 28 km rond Reidsville.